# Heisteria nitida
Heisteria nitida är en tvåhjärtbladig växtart som beskrevs av Richard Spruce och Engler. Heisteria nitida ingår i släktet Heisteria och familjen Erythropalaceae. Inga underarter finns listade i Catalogue of Life.